# Kiss Me Licia/Che avventure a Bim Bum Bam con il nostro amico Uan
Kiss Me Licia/Che avventure a Bim Bum Bam con il nostro amico Uan è il sedicesimo singolo di Cristina D'Avena pubblicato nel 1985 e distribuito da C.G.D. Messaggerie Musicali S.p.A.
Sul lato B è presente la terza sigla del contenitore Bim Bum Bam cantata da Paolo Bonolis, Manuela Blanchard e Uan con il Piccolo coro dell'Antoniano diretto da Mariele Ventre.

## I brani
Kiss Me Licia è un brano musicale inciso da Cristina D'Avena, come sigla dell'anime omonimo. La canzone è stata scritta da Alessandra Valeri Manera su musica di Giordano Bruno Martelli.
Il singolo ebbe un notevole riscontro nelle vendite tanto da toccare la settima posizione nella classifica dei singoli più venduti, vincendo il disco d'oro, e il ventiquattresimo posto nella classifica dei singoli più venduti in Italia nel 1986. Inoltre il successo dell'anime, del singolo, dell'album e l'assenza di un sequel ufficiale giapponese portarono la Fininvest a realizzare un telefilm italiano con attori in carne e ossa che proseguisse idealmente le vicende di Kiss Me Licia: per il ruolo di Licia venne scelta la stessa cantante.
La canzone è stata adattata anche in spagnolo e in francese per la trasmissione all'estero dell'anime ma, le versioni tradotte vennero interpretate da altre cantanti.
Che avventure a Bim Bum Bam con il nostro amico Uan è un brano musicale scritto da Alessandra Valeri Manera con lo pseudonimo Alinvest su musica di Augusto Martelli. La canzone venne interpretata da Paolo Bonolis, Manuela Blanchard e Uan con il Piccolo coro dell'Antoniano diretto da Mariele Ventre.

## Tracce
- LP: FM 13097

Lato A
Testi di Alessandra Valeri Manera, musiche di Giordano Bruno Martelli; edizioni musicali Canale 5 Music.
1. Cristina D'Avena – Kiss Me Licia – 3:16

Lato B
Testi di Alinvest, musiche di Augusto Martelli; edizioni musicali Canale 5 Music.
1. Paolo Bonolis, Manuela Blanchard, Uan e Piccolo coro dell'Antoniano – Che avventure a Bim Bum Bam con il nostro amico Uan – 2:42

## Produzione
- Alessandra Valeri Manera – Produzione artistica e discografica
- Direzione Creativa e Coordinamento Immagine Mediaset – Grafica

## Produzione e formazione dei brani

### Kiss Me Licia
- Orchestra di Giordano Bruno Martelli – Esecuzione brano
- Giordano Bruno Martelli – direzione orchestra
- I Piccoli Cantori di Milano – cori
- Niny Comolli – direzione cori
- Laura Marcora – direzione cori

### Che avventure a Bim Bum Bam con il nostro amico Uan
- Orchestra di Augusto Martelli – Esecuzione brano
- Augusto Martelli – direzione orchestra
- Il Piccolo Coro dell'Antoniano – cori
- Mariele Ventre – direzione coro
- Giancarlo Muratori – voce Uan

### Kiss Me Licia (Remix 1996)
- Giovanni Bianchi, Franco Vavassori, Silvano Ghioldo – arrangiamento
- Euroline Music – produzione remix

### Kiss Me Licia (Remix 2004)
- Factory Team, Fabio Turatti – produzione remix

### Kiss Me Licia (Versione 2017)
- Rocco Rampino – produzione

## Riedizione
Kiss Me Licia è il ventunesimo singolo della cantante italiana Cristina D'Avena, pubblicato verso la fine del 1985. Il singolo non fu destinato alla vendita tradizionale ma venne distribuito come prodotto omaggio.

### Il brano
Kiss Me Licia è uno dei brani più iconici dell'artista tanto che è la canzone a cui è più affezionata. La canzone negli anni è stata pubblicata oltre 50 volte dalla casa discografica all'interno di album e raccolte, talvolta anche più volte nello stesso anno. Kiss Me Licia ha avuto anche due versioni dance remix, una nel 1996 e una nel 2004, in entrambe le occasioni l'artista ha inciso nuovamente la parte vocale.
Nell'album 30 e poi... - Parte prima,  compare una versione alternativa totalmente inedita, in quanto comprende l'intro ascoltabile solo nella versione televisiva della sigla. Tuttavia l'intro presente non è preso da master.
La canzone è stata infine reinterpretata dall'artista in duetto con Baby K, in una nuova veste trap. In questa nuova pubblicazione il testo viene modificato: all'inizio del brano viene scritta una nuova parte interpretata da Baby K ma, viene tagliata la strofa che recita Il tempo sistema un po' tutte le cose/e Mirko e Satomi fan pace./L'amore ha bussato alla porta di Licia/e forse ora lei gli aprirà./Chissà chi sarà il fortunato/che Licia così sposerà.

### Tracce
- LP: PFM 101

Lato A
Testi di Alessandra Valeri Manera, musiche di Giordano Bruno Martelli; edizioni musicali Canale 5 Music.
1. Cristina D'Avena – Kiss Me Licia – 3:16

Lato B
Testi di Alessandra Valeri Manera, musiche di Giordano Bruno Martelli; edizioni musicali Canale 5 Music.
1. Kiss Me Licia (strumentale) – 3:16

### Produzione
- Alessandra Valeri Manera – Produzione artistica e discografica
- Direzione Creativa e Coordinamento Immagine Mediaset – Grafica

## Pubblicazioni all'interno di album e raccolte
Kiss Me Licia e Che avventure a Bim Bum Bam con il nostro amico Uan sono state pubblicate all'interno di alcuni album e raccolte della cantante:
| Anno | Album                                                                           | Titolo                                                                          | Versione                                            |
| ---- | ------------------------------------------------------------------------------- | ------------------------------------------------------------------------------- | --------------------------------------------------- |
| 1985 | Fivelandia 3                                                                    | Kiss Me Licia                                                                   | Versione originale                                  |
| 1985 | Bim Bum Bam 2                                                                   | Che avventure a Bim Bum Bam con il nostro amico Uan                             | Versione originale                                  |
| 1986 | Kiss Me Licia e i Bee Hive                                                      | Kiss Me Licia                                                                   | Versione originale                                  |
| 1986 | Kiss Me Licia e i Bee Hive                                                      | Kiss Me Licia                                                                   | Versione strumentale                                |
| 1987 | Cristina D'Avena con i tuoi amici in TV                                         | Kiss Me Licia                                                                   | Versione originale                                  |
| 1987 | Fivelandia Collection                                                           | Kiss Me Licia                                                                   | Versione originale                                  |
| 1987 | Fivelandia Collection                                                           | Che avventure a Bim Bum Bam con il nostro amico Uan                             | Versione originale                                  |
| 1987 | Fivelandia TV                                                                   | Kiss Me Licia                                                                   | Videoclip utilizzato per la trasmissione televisiva |
| 1988 | Cristina D'Avena e i tuoi amici in TV 2                                         | Kiss Me Licia                                                                   | Versione originale                                  |
| 1990 | Fivelandia 8                                                                    | Kiss Me Licia                                                                   | Versione originale                                  |
| 1991 | I grandi successi di Fivelandia                                                 | Kiss Me Licia                                                                   | Versione originale                                  |
| 1991 | Bim Bum Bam - Volume 2                                                          | Che avventure a Bim Bum Bam con il nostro amico Uan                             | Versione originale                                  |
| 1993 | Le canzoni di Licia                                                             | Kiss Me Licia                                                                   | Versione originale                                  |
| 1993 | Cantiamo con Cristina - Per crescere insieme                                    | Kiss Me Licia                                                                   | Versione taglio televisivo                          |
| 1996 | Cristina D'Avena Dance                                                          | Kiss Me Licia                                                                   | Versione Remix 1996                                 |
| 1996 | Cristina D'Avena e i tuoi amici in TV 9                                         | Kiss Me Licia                                                                   | Versione originale                                  |
| 1997 | Cristina D'Avena Baby Mix                                                       | Kiss Me Licia                                                                   | Versione Remix 1996                                 |
| 1997 | L'amore è magia                                                                 | Kiss Me Licia                                                                   | Versione originale                                  |
| 2002 | Le canzoni più belle                                                            | Kiss Me Licia                                                                   | Versione originale                                  |
| 2002 | Fivelandia 20                                                                   | Kiss Me Licia                                                                   | Versione originale                                  |
| 2002 | Greatest Hits                                                                   | Kiss Me Licia                                                                   | Versione originale                                  |
| 2003 | Greatest Hits - Volume 1                                                        | Kiss Me Licia                                                                   | Versione originale                                  |
| 2004 | Cartoon Story                                                                   | Kiss Me Licia                                                                   | Versione originale                                  |
| 2004 | Cartuno - Parte 4                                                               | Kiss Me Licia                                                                   | Versione Remix 2004                                 |
| 2005 | Cartoon Parade                                                                  | Kiss Me Licia                                                                   | Versione originale                                  |
| 2005 | Cartoonlandia Girls                                                             | Kiss Me Licia                                                                   | Versione originale                                  |
| 2006 | Fivelandia 3 & 4                                                                | Kiss Me Licia                                                                   | Versione originale                                  |
| 2006 | Fivelandia 3 & 4                                                                | Kiss Me Licia                                                                   | Versione originale                                  |
| 2006 | Fivelandia 7 & 8                                                                | Kiss Me Licia                                                                   | Versione originale                                  |
| 2006 | Cristina D'Avena Baby Mix                                                       | Kiss Me Licia                                                                   | Versione Remix 1996                                 |
| 2006 | Fivelandia 3                                                                    | Kiss Me Licia                                                                   | Versione originale                                  |
| 2006 | Fivelandia 3                                                                    | Kiss Me Licia                                                                   | Versione originale                                  |
| 2006 | Fivelandia 8                                                                    | Kiss Me Licia                                                                   | Versione originale                                  |
| 2006 | Crocodile Music                                                                 | Kiss Me Licia                                                                   | Versione originale                                  |
| 2006 | Cantiamo tutti in coro                                                          | Che avventure a Bim Bum Bam con il nostro amico Uan                             | Versione originale                                  |
| 2009 | Cartoonlandia - Basi musicali                                                   | Kiss Me Licia                                                                   | Versione base musicale con coro                     |
| 2009 | Cristina for You                                                                | Kiss Me Licia                                                                   | Versione originale                                  |
| 2010 | Licia e i Bee Hive Story                                                        | Kiss Me Licia                                                                   | Versione originale                                  |
| 2010 | Licia e i Bee Hive Story                                                        | Kiss Me Licia                                                                   | Versione strumentale                                |
| 2010 | Matricole & Meteore - La compilation                                            | Medley M&M: Kiss Me Licia/Mila e Shiro due cuori nella pallavolo/Occhi di Gatto | Versione Medley Matricole & Meteore                 |
| 2011 | Cristina for You                                                                | Kiss Me Licia                                                                   | Versione originale                                  |
| 2011 | Cristina D'Avena e le Supergirls                                                | Kiss Me Licia                                                                   | Versione originale                                  |
| 2011 | Il meglio di Cristina D'Avena                                                   | Kiss Me Licia                                                                   | Versione originale                                  |
| 2011 | Balla e canta con Nonna Pina                                                    | Kiss Me Licia                                                                   | Versione Remix 2004                                 |
| 2012 | Bim Bum Bam Compilation                                                         | Kiss Me Licia                                                                   | Versione originale                                  |
| 2012 | Bim Bum Bam Compilation                                                         | Che avventure a Bim Bum Bam con il nostro amico Uan                             | Versione originale                                  |
| 2012 | Il valzer del moscerino ...e altre e ancora                                     | Che avventure a Bim Bum Bam con il nostro amico Uan                             | Versione originale                                  |
| 2012 | Il valzer del moscerino presenta - Cartuno Remix                                | Kiss Me Licia                                                                   | Versione Remix 2004                                 |
| 2012 | 30 e poi... - Parte prima                                                       | Kiss Me Licia                                                                   | Versione originale con l'intro televisivo           |
| 2013 | Cartoon in Love                                                                 | Kiss Me Licia                                                                   | Versione originale                                  |
| 2015 | Fivelandia Story                                                                | Kiss Me Licia                                                                   | Versione originale                                  |
| 2015 | Cristina D'Avena                                                                | Kiss Me Licia                                                                   | Versione originale                                  |
| 2016 | #le sigle più belle                                                             | Kiss Me Licia                                                                   | Versione originale                                  |
| 2017 | I grandi classici - Le sigle storiche dei cartoni di Canale 5, Italia 1, Rete 4 | Kiss Me Licia                                                                   | Versione originale                                  |
| 2017 | Duets - Tutti cantano Cristina                                                  | Kiss Me Licia                                                                   | Versione 2017 in duetto con Baby K                  |
| 2018 | #le sigle più belle - Volume 1                                                  | Kiss Me Licia                                                                   | Versione originale                                  |
| 2018 | Le più belle sigle TV di Bim Bum Bam                                            | Kiss Me Licia                                                                   | Versione originale                                  |
| 2018 | Duets + Duets Forever – Tutti cantano Cristina                                  | Kiss Me Licia                                                                   | Versione 2017 in duetto con Baby K                  |
| 2018 | Fivelandia Reloaded - Volume 3                                                  | Kiss Me Licia                                                                   | Versione originale                                  |
| 2019 | Fivelandia Reloaded - Volume 8                                                  | Kiss Me Licia                                                                   | Versione originale                                  |